# Arthroleptis spinalis
Arthroleptis spinalis är en groddjursart som beskrevs av George Albert Boulenger 1919. Arthroleptis spinalis ingår i släktet Arthroleptis och familjen Arthroleptidae. IUCN kategoriserar arten globalt som otillräckligt studerad. Inga underarter finns listade i Catalogue of Life.